# Награды Карелии
Государственные награды Республики Каре́лия — награды субъекта Российской Федерации, учреждённые правительством Республики Карелия, согласно закону Республики Карелия от 26 июля 1994 года № 3-ЗРК «О государственных наградах Республики Карелия».

## Общие положения
Государственными наградами Республики Карелия являются:
1. Орден «Сампо» (высшая государственная награда с 1 января 2019 года), учреждён в 2018 году
2. Медаль «За заслуги перед Республикой Карелия», учреждена в 2018 году
3. Почётное звание Республики Карелия, учреждено в 1994 году
4. Медаль М. П. Пименова, учреждена в 2018 году
5. Почётная Грамота Республики Карелия, учреждена в 1994 году (являлась высшей государственной наградой до 1 января 2019 года)

Государственные награды Карелия являются выражением признания достижений граждан и коллективов в экономике, науке, культуре, искусстве, защите Отечества, государственном строительстве, воспитании, просвещении, охране здоровья, жизни и прав граждан и иные заслуги перед государством и народом.
Государственных наград Республики Карелия могут быть удостоены граждане и коллективы, иностранные граждане, а также лица без гражданства.
Акт о награждении государственными наградами принимается в форме указа Главы Республики Карелия.
Указ о награждении государственными наградами подлежит официальному опубликованию.
Лица, удостоенные государственных наград Республики Карелия, пользуются льготами и преимуществами в порядке и случаях, установленных законодательством Республики Карелия.
Образцы Почётных Грамот Республики Карелия, удостоверений о присвоении почётных званий, описание и образец нагрудного знака утверждаются Главой Республики Карелия.

## Государственные награды Республики Карелия

### Ордена и медали
| Изображение награды | Наименование награды                          | Дата учреждения    | Правила награждения | Источник |
| ------------------- | --------------------------------------------- | ------------------ | --- | --- |
|                     | Орден «Сампо»                                 | 1 января 2019 года | Орден «Сампо» является высшей государственной наградой. Орденом «Сампо» награждаются граждане за особо выдающиеся достижения и заслуги в экономической, социально-культурной, научно-технической, государственной, муниципальной и общественной деятельности, в области культуры, искусства, спорта, воспитания, просвещения, охраны здоровья, жизни и прав граждан и иные особо выдающиеся достижения и заслуги перед Республикой Карелия и её жителями.    | Закон Республики Карелия от 3 июля 2018 года № 2257-ЗРК «О внесении изменений в Закон Республики Карелия „О государственных наградах Республики Карелия“»     |
|                     | Медаль «За заслуги перед Республикой Карелия» | 1 января 2019 года | Медалью «За заслуги перед Республикой Карелия» награждаются граждане за высокие достижения и заслуги в экономической, социально-культурной, научно-технической, государственной, муниципальной и общественной деятельности, в области культуры, искусства, спорта, воспитания, просвещения, охраны здоровья, жизни и прав граждан и иные высокие достижения и заслуги перед Республикой Карелия и её жителями.                                               | Закон Республики Карелия от 3 июля 2018 года № 2257-ЗРК «О внесении изменений в Закон Республики Карелия „О государственных наградах Республики Карелия“»     |
|                     | Медаль М. П. Пименова                         | 1 января 2019 года | Медалью имени Марка Пименова награждаются граждане и организации за большой вклад в благотворительную деятельность, направленную на развитие Республики Карелия в области культуры, образования, здравоохранения, спорта, строительства, других областях деятельности, а также за активную благотворительную деятельность, направленную на оказание помощи проживающим на территории Республики Карелия гражданам, находящимся в трудной жизненной ситуации. | Закон Республики Карелия от 3 июля 2018 года № 2257-ЗРК «О внесении изменений в Закон Республики Карелия „О государственных наградах Республики Карелия“» --- |

### Грамоты и звания
| Изображение государственной награды                                                                                            | Наименование государственной награды | Правила награждения |
| | Почётная Грамота Республики Карелия | Награждение производится указом Главы Республики Карелия.                                                                                      |
| Нагрудный знак «За заслуги перед Республикой Карелия» Вид нагрудного знака «За заслуги перед Республикой Карелия» до 2019 года | Почётное звание Республики Карелия: - Народный артист Республики Карелия - Народный писатель Республики Карелия - Народный художник Республики Карелия - Народный мастер Республики Карелия - Заслуженный артист Республики Карелия - Заслуженный врач Республики Карелия - Заслуженный журналист Республики Карелия - Заслуженный деятель искусств Республики Карелия - Заслуженный деятель науки Республики Карелия - Заслуженный машиностроитель Республики Карелия - Заслуженный работник горнопромышленного комплекса Республики Карелия - Заслуженный работник жилищно-коммунального хозяйства Республики Карелия - Заслуженный работник здравоохранения Республики Карелия - Заслуженный работник культуры Республики Карелия - Заслуженный работник лесного комплекса Республики Карелия - Заслуженный работник образования Республики Карелия - Заслуженный работник пищевой промышленности Республики Карелия - Заслуженный работник правоохранительных органов Республики Карелия - Заслуженный работник рыбного хозяйства Республики Карелия - Заслуженный работник сельского хозяйства Республики Карелия - Заслуженный работник связи Республики Карелия - Заслуженный работник социальной защиты населения Республики Карелия - Заслуженный работник строительного комплекса Республики Карелия - Заслуженный работник транспорта Республики Карелия - Заслуженный работник физической культуры Республики Карелия - Заслуженный спасатель Республики Карелия - Заслуженный тренер Республики Карелия - Заслуженный учитель Республики Карелия - Заслуженный финансист Республики Карелия - Заслуженный экономист Республики Карелия - Заслуженный энергетик Республики Карелия - Заслуженный юрист Республики Карелия | Награждение производится указом Главы Республики Карелия. Вручается удостоверение и нагрудный знак «За заслуги перед Республикой Карелия». --- |

## Иные формы признания заслуг и поощрения
В Республике Карелия в качестве поощрения и общественного признания заслуг установлены иные формы поощрения граждан и организаций. Форма и порядок поощрений устанавливаются Главой Республики Карелия.
| Изображение нагрудного знака | Наименование награды                                                            | Правила награждения |
|                              | Почётный гражданин Республики Карелия                                           | Награждение производится указом Главы Республики Карелия с вручением нагрудного знака. |
|                              | Человек года Республики Карелия                                                 | Награждение производится указом Главы Республики Карелия с вручением нагрудного знака. |
|                              | Лауреат года Республики Карелия                                                 | Награждение производится указом Главы Республики Карелия с вручением нагрудного знака. |
|                              | Премия «Сампо»                                                                  | Награждение производится указом Главы Республики Карелия с вручением диплома. |
|                              | Почётный знак Главы Республики Карелия «За вклад в развитие Республики Карелия» | Награждение производится указом Главы Республики Карелия. |
|                              | Благодарственное письмо Главы Республики Карелия                                | Награждение производится указом Главы Республики Карелия. |
|                              | Премия Республики Карелия в области культуры, искусства и литературы            | Награждение производится указом Главы Республики Карелия с вручением диплома «Лауреат премии Республики Карелия в области культуры, искусства и литературы». |
|                              | Памятный знак «90 лет Республике Карелия»                                       | Награждение производилось в течение 2010 года указом Главы Республики Карелия. Было изготовлено 500 экз. --- |
|                              | Медаль «Карельское содружество»                                                 | Награждение производится приказом Министра культуры Республики Карелия, за заслуги в сохранении и популяризации культуры Карелии --- |
|                              | Отличник здравоохранения Республики Карелия                                     | Награждение производится приказом Министра здравоохранения Республики Карелия за выдающиеся достижения в сфере здравоохранения. |
|                              | Нагрудный знак «Дети войны в Республике Карелия (1941—1945)»                    | Вручение нагрудного знака и удостоверения производится гражданам РФ, родившимся в период с 4 сентября 1927 года по 3 сентября 1945 года включительно на территории СССР, постоянно проживающим на территории Республики Карелия. (Закон Республики Карелия № 2574-ЗРК от 18 июня 2021) --- |

## Награды города Петрозаводска
| Изображение награды                 | Наименование награды                             | Дата учреждения  | Правила награждения | Источник |
| ----------------------------------- | ------------------------------------------------ | ---------------- | --- | --- |
| Нагрудный знак Почётного гражданина | Звание «Почётный гражданин города Петрозаводска» | 7 июля 1849 года | Звание может быть присвоено лицу, внесшему выдающийся вклад в развитие города Петрозаводска и укрепление его авторитета в Республике Карелия, в России и за рубежом: - уроженцам города Петрозаводска, чья государственная, политическая, общественная, научная, творческая деятельность получила всероссийское признание; - гражданам России, иностранным гражданам и лицам без гражданства, имеющим выдающиеся заслуги перед городом Петрозаводском. Основанием для присвоения звания являются: - получившие широкое признание у жителей города Петрозаводска заслуги в области государственной, муниципальной, политической, научной, культурной, хозяйственной, экономической, общественной или иной деятельности с выдающимися результатами для города Петрозаводска; - достойный личный вклад в развитие городского хозяйства, градостроительство и улучшение архитектурного облика города, укрепление производственного потенциала города Петрозаводска, в развитие связей Петрозаводска с городами России и других стран; - длительное участие в изучении науки, истории и культуры города Петрозаводска, в воспитании, образовании, охране здоровья, жизни, прав жителей города. | Решение Петрозаводского городского Совета от 18 декабря 2013 года № 27/24-353 «Об утверждении Положения о звании „Почетный гражданин города Петрозаводска“» (с изменениями на 27 февраля 2018 года) --- |